# Долгая Поляна (Нижегородская область)
До́лгая Поля́на — деревня в Кстовском районе Нижегородской области. Входит в состав Запрудновского сельсовета.

## География
Расположено в 5,5 км по прямой к юго-востоку от села Запрудное, в 2 км от федеральной трассы М7 (Москва — Нижний Новгород — Казань — Уфа). Высота центра населенного пункта над уровнем моря 123 м.
Расстояние по автодороге до районного центра Кстово — 27 км, до центра муниципального образования села Запрудное — 7 км. Ближайшие населённые пункты — Завражная Слобода, Семенищи, Горяньково, Варварское, Соколищи, Лавровка.

## История
Впервые о данном поселении упоминается в царской жалованной грамоте от 15 июня 1619 года воеводе сибирского города-крепости Сургута дворянину Фёдору Васильевичу Волынскому:

Государь царь и великий князь Михайло Фёдорович всеа Руси пожаловал Фёдора Волынского за службу за Московское осадное сиденье в королевичев приход под Москву в вотчину из ево ж поместья жеребей бортного села Григорова да бортного же села Поповского — деревни Долгая Поляна, Бабкино селище тож, деревня Обатурова, деревня Лопатище со всеми угодьи. ...

Название деревни Долгая Поляна связано с удлинённой формой поля у околицы. Местное предание объясняет это по-своему: «тем, что барин долго не ехал».
В деревне Долгая Поляна находились почтовая станция, трактир, кузница. Основную часть населения составляли ямщики и крестьяне, которые обрабатывали окрестные поля.
В 19 веке важные дороги размечали верстовыми столбами. На Казанском тракте стояли столбы с табличками, указывающими вёрсты. До сих пор дорогу, которая проходит по деревне, называют Столбовой.
Местные жители рассказывают, что в местной кузнице правили кандалы декабристам, которых везли в Сибирь.
Здесь на почтовой станции менял лошадей А.С. Пушкин по пути в Оренбург, где собирал материал о Пугачёвском бунте. Останавливался в Долгой Поляне В.И. Даль — известный создатель «Толкового словаря живого великорусского языка», направляясь в Нижнее Поволжье.
До революции поселение входило в состав Варварской волости.
Когда-то столь известная почтовая станция, расположенная в необыкновенно красивом месте: рядом протекает небольшая речка Варварка, которая образует здесь омут, лес, овраги, заросшие кустами орешника — в настоящее время почти опустела. Оживлённо здесь становится лишь летом.
В 1,5—2 км. находится большое село Варварское, а рядом знаменитые Лопатищи, где начинал своё служение протопоп Аввакум, глава старообрядческого движения.

## Население
По данным переписи 2002 года, в деревне проживало 24 человека (7 мужчин и 17 женщин). По данным переписи 2010 года, в деревне проживало 24 человека (10 мужчин  и 14 женщин).
| 2002 | 2010 |
| ---- | ---- |
| 24   | →24  |

## Улицы
- Солнечная
- Ягодная